# 韩有禄
韩有禄（1897年3月—1992年8月），撒拉族，青海循化人，字寿山。曾任国民革命军第248师少将师长、中华人民共和国西北军政委员会委员、青海省政协常委。

## 生平
1950年9月中央人民政府任命其为西北军政委员会委员、政务院任命其为西北军政委员会民族委员会委员。1953年1月任青海省人民政府参事室参事。1953年下半年，青海省组成“青南剿匪宣传慰问队”，民主人士马乐天、韩有禄、本巴、陈秉渊等一行五人，赴贵德、贵南、同德、泽库、有干滩、上扎寺一带慰问剿匪的解放军，并随时了解治安情况，向解放军部队汇报，提供参考。1955年5月任青海省政协常务委员。